# Liste der Abgeordneten zum Tiroler Landtag (XII. Gesetzgebungsperiode)
Diese Liste der Abgeordneten zum Tiroler Landtag (XII. Gesetzgebungsperiode) listet alle Abgeordneten zum Tiroler Landtag in der XII. Gesetzgebungsperiode auf. Die Gesetzgebungsperiode dauerte von der konstituierenden Sitzung am 5. April 1994 bis zur Angelobung des Landtags der XIII. Gesetzgebungsperiode am 30. März 1999. Von den 36 Mandaten entfielen nach der Landtagswahl in Tirol 1994 19 auf die Österreichische Volkspartei (ÖVP), die damit unverändert ihre absolute Mandatsmehrheit halten konnte. Die Sozialdemokratische Partei Österreichs (SPÖ) war in der XII. Gesetzgebungsperiode mit sieben Abgeordneten im Landtag vertreten, wobei sie bei der Landtagswahl 1994 zwei Mandate verlor. Die Freiheitliche Partei Österreichs (FPÖ) gewann ein Mandat hinzu und stellte im neuen Landtag sechs Abgeordnete, auch Die Grünen Tirol (GRÜNE) gewannen ein Mandat hinzu und stellten ab 1994 vier Abgeordnete.
In der ersten Sitzung des Tiroler Landtags fand zuerst die Angelobung der Landtagsabgeordneten statt, danach folgte die Wahl der Mitglieder der Tiroler Landesregierung. Die Regierungsmitglieder der Landesregierung Weingartner II verzichteten in der Folge auf ihre Landtagsmandate und waren nur kurze Zeit während der Sitzung Abgeordnete zum Tiroler Landtag. Die letzte Sitzung der XII. Gesetzgebungsperiode fand am 12. Dezember 1998 statt.

## Funktionen

### Landtagspräsidenten
Zum Landtagspräsidenten wurde in den konstituierenden Sitzung Helmut Mader (ÖVP) zum neuen Landtagspräsidentengewählt, wobei er 36 der 36 möglichen Stimmen erhielt. Für das Amt des 1. Vizepräsidenten nominierte die ÖVP Anton Steixner der 27 von 36 Stimmen erhielt, wobei zusätzlich sieben „Nein“-Stimmen und zwei ungültige Stimmen abgegeben wurden. Für das Amt des 2. Vizepräsidenten nominierte die SPÖ Christa Gangl, die mit demselben Ergebnis wie Steixner in ihr Amt gewählt wurde.

### Klubobmänner
Nach der Angelobung der Abgeordneten bildeten die Mandatare der ÖVP den ÖVP-Landtagsklub, wobei Klaus Madritsch zum Klubobmann gewählt wurde. Innerhalb des SPÖ-Landtagsklubs übernahm Andreas Obitzhofer die Funktion des Klubobmanns, Siegfried Obermair wurde zu seinem ersten Stellvertreter, Ernst Pechlaner zu seinem zweiten Stellvertreter gewählt. Die Abgeordneten der FPÖ wählten Johannes Lugger zu ihrem Klubobmann während Elmar Denz als sein erster und Ingo Appelt als sein zweiter Stellvertreter fungierte. Die Abgeordneten der Grünen bestimmten Georg Willi zum Obmann, sein Stellvertreter war Franz Klug.

### Landtagsabgeordnete
| Name                    | Fraktion | Wahlkreis       | Anmerkung                                                                                 |
| ----------------------- | -------- | --------------- | ----------------------------------------------------------------------------------------- |
| Abendstein Burghard     | ÖVP      | Restmandat      |                                                                                           |
| Appelt Ingo             | FPÖ      | Restmandat      |                                                                                           |
| Astl Fritz              | ÖVP      | Kitzbühel       | Rücklegung des Mandats nach der Wahl zum Landesrat am 1. Sitzungstag                      |
| Bodenseer Jürgen        | ÖVP      | Restmandat      |                                                                                           |
| Denz Elmar              | FPÖ      | Innsbruck-Stadt | 2. Klubobmann-Stellvertreter                                                              |
| Dillersberger Siegfried | FPÖ      | Kufstein        | Bis 31. Dezember 1997                                                                     |
| Eberle Ferdinand        | ÖVP      | Reutte          | Rücklegung des Mandats nach der Wahl zum Landeshauptmann-Stellvertreter am 1. Sitzungstag |
| Ernst Bernhard          | Grüne    | Innsbruck-Land  | Am 1. Sitzungstag als Ersatz für Eva Lichtenberger nachgerückt                            |
| Gangl Christa           | SPÖ      | Restmandat      | 2. Vizepräsidentin                                                                        |
| Geisler Josef           | ÖVP      | Schwaz          | Am 1. Sitzungstag als Ersatz für Konrad Streiter                                          |
| Gomig Leo               | ÖVP      | Lienz           |                                                                                           |
| Gwiggner Johann         | ÖVP      | Kufstein        |                                                                                           |
| Hechenbichler Josef     | ÖVP      | Kitzbühel       | Am 1. Sitzungstag als Ersatz für Fritz Astl nachgerückt                                   |
| Horngacher Katharina    | ÖVP      | Kufstein        | Bis 24. Jänner 1996                                                                       |
| Hribar Wilfriede        | ÖVP      | Innsbruck-Land  |                                                                                           |
| Jäger Walter            | ÖVP      | Imst            |                                                                                           |
| Juen Heinrich           | ÖVP      | Landeck         |                                                                                           |
| Kaufmann Alfons         | SPÖ      | Innsbruck-Land  | Rücklegung des Mandats vor dem 11. März 1998                                              |
| Klug Franz              | Grüne    | Restmandat      | Klubobmann Stellvertreter                                                                 |
| Krieghofer Helmut       | ÖVP      | Lienz           |                                                                                           |
| Leiter Alois            | SPÖ      | Restmandat      |                                                                                           |
| Lichtenberger Eva       | Grüne    | Innsbruck-Land  | Rücklegung des Mandats nach der Wahl zum Landesrätin am 1. Sitzungstag                    |
| Lugger Johannes         | FPÖ      | Restmandat      | Am 1. Sitzungstag nach der Wahl in die Landesregierung als Abgeordneter ausgeschieden     |
| Mader Helmut            | ÖVP      | Innsbruck-Stadt | Landtagspräsident                                                                         |
| Madritsch Klaus         | ÖVP      | Schwaz          | Klubobmann                                                                                |
| Mair Franz              | ÖVP      | Kufstein        | Ab 25. Jänner 1996 für Katharina Horngacher                                               |
| Marinell Sigrid         | SPÖ      | Restmandat      |                                                                                           |
| Mattersberger Hermann   | ÖVP      | Reutte          | Am 1. Sitzungstag als Ersatz für Ferdinand Eberle nachgerückt                             |
| Melcher Rudolf          | FPÖ      | Kufstein        | Ab 1. Jänner 1998 für Siegfried Dillersberger                                             |
| Mitterer Sebastian      | ÖVP      | Restmandat      |                                                                                           |
| Obermair Siegfried      | SPÖ      | Restmandat      | Klubobmann Stellvertreter                                                                 |
| Obitzhofer Andreas      | SPÖ      | Kufstein        | Klubobmann                                                                                |
| Pechlaner Ernst         | SPÖ      | Innsbruck-Stadt | 2. Klubobmann Stellvertreter                                                              |
| Penz Ludwig             | ÖVP      | Innsbruck-Land  | Bis 14. April 1997                                                                        |
| Rappold Erich           | FPÖ      | Restmandat      | Am 1. Sitzungstag als Ersatz für Johannes Lugger nachgerückt                              |
| Schneider Max           | Grüne    | Restmandat      |                                                                                           |
| Schöpf Ernst            | ÖVP      | Imst            |                                                                                           |
| Steixner Anton          | ÖVP      | Innsbruck-Land  | 1. Vizepräsident                                                                          |
| Streiter Konrad         | ÖVP      | Schwaz          | Rücklegung des Mandats nach der Wahl zum Landesrat am 1. Sitzungstag                      |
| Unterberger Heinz       | FPÖ      | Innsbruck-Land  |                                                                                           |
| Warzilek Rudolf         | ÖVP      | Innsbruck-Stadt | Am 1. Sitzungstag als Ersatz für Wendelin Weingartner nachgerückt                         |
| Weingartner Wendelin    | ÖVP      | Innsbruck-Stadt | Rücklegung des Mandats nach der Wahl zum Landeshauptmann am 1. Sitzungstag                |
| Wendling Horst          | FPÖ      | Restmandat      | Klubobmann                                                                                |
| Werner Adolf            | SPÖ      | Innsbruck-Land  | Ab 11. März 1998 für Alfons Kaufmann                                                      |
| Wildauer Adolf          | ÖVP      | Innsbruck-Land  | Ab 15. April 1997 für Ludwig Penz                                                         |
| Willi Georg             | Grüne    | Innsbruck-Stadt | Klubobmann                                                                                |